# Cut
cut je v informatice název unixové utility pro příkazový řádek. Slouží k získání části textu z každého řádku na vstupu (většinou ze souboru). Získání části řádků může být uděláno buď po bajtech (-b), znacích (-c) nebo sloupcích (-f) mezi nimiž je oddělovač (-d – implicitně tabulátor). Rozsah musí být v jednom z následujících tvarů: N, N-M, N- (od N do konce řádku) nebo -M (od začátku řádku do M). N a M začínají na čísle 1 (není zde žádná nulová hodnota). Od verze 6 je vyhozena chyba, pokud použijeme nulovou hodnotu, předtím byla tato hodnota ignorována a nahrazena 1.

## Příklady
Soubor s názvem soubor obsahuje tyto řádky:
```
foo:bar:baz:qux:quux
one:two:three:four:five:six:seven
alpha:beta:gamma:delta:epsilon:zeta:eta:theta:iota:kappa:lambda:mu
the quick brown fox jumps over the lazy dog
```

Pro vypsání od 4. do 10. znaku každého řádku je potřeba zadat:
```
$ cut -c 4-10 soubor
```

Výstup:
```
:bar:ba
:two:th
ha:beta
 quick
```

Pro vypsání od pátého sloupce do konce řádku využívajíc dvojtečku jako oddělovač je potřeba zadat:
```
$ cut -d ":" -f 5- soubor
```

Výstup:
```
quux
five:six:seven
epsilon:zeta:eta:theta:iota:kappa:lambda:mu
the quick brown fox jumps over the lazy dog
```

V posledním řádku se nenachází dvojtečka, je tedy vypsán celý řádek.
Pro vypsání třetího sloupce každého řádku využívajíc mezery jako oddělovače je potřeba zadat:
```
$ cut -d " " -f 3 soubor
```

Výstup:
```
foo:bar:baz:qux:quux
one:two:three:four:five:six:seven
alpha:beta:gamma:delta:epsilon:zeta:eta:theta:iota:kappa:lambda:mu
brown
```

Mezera není nalezena v prvních třech řádcích, jsou tedy vypsány celé řádky.